# Informationstechnologien in Organisationen und globalen Gesellschaften
Informationstechnologie in Organisationen und globalen Gesellschaften ist ein Teilgebiet der Informatik. Es umfasst die Analyse und die IT-gestützte Gestaltung von Organisationen mit Blick auf globale Gesellschaften. Ziel ist es, die Wechselwirkungen zwischen Technikeinsatz und Organisationsentwicklung zu verstehen, zu erklären und zu gestalten. Beispielsweise ist die Fähigkeit einer Organisation IT zu nutzen, maßgeblich für die Agilität und Leistung der Organisation verantwortlich. Dabei soll Orientierungswissen geschaffen werden, das es möglich macht auch bei dem heute zur Verfügung stehenden riesigen Methoden- und Instrumentenschatz hier den Überblick zu behalten und die Zusammenhänge genau erkennen zu können.
Der Bereich verknüpft transdisziplinär seine Kerngebiete Wirtschafts- und Sozialwissenschaften sowie eben die Informatik.
Grundlegende Fragestellungen sind also zum Beispiel:
- Wie entstehen informationstechnische Innovationen?
- Wie verläuft Entwicklung und Gestaltung von Informationstechnik in der Gesellschaft und in Organisationen?
- Welche Orientierungshilfen und Möglichkeiten der Vorausschau gibt es, um in der heutigen Informations- oder auch Wissensgesellschaft zu bestehen?
- Was bedeuten die Metaphern Informations- und Wissensgesellschaft?

## Das Mikropolis-Modell
Den genannten Fragen widmet sich das Mikropolis-Modell. Es fasst Theorien, Methoden und Modelle aus mehreren Disziplinen zusammen, um die Wechselwirkungen zu verstehen, die zwischen Entwicklung und Gestaltung von Informationstechnik auf der einen Seite sowie den Veränderungen in Organisationen und in der Gesellschaft auf der anderen Seite auftreten. Das Modell knüpft über die Diskussion dieser Wechselwirkungen transdisziplinäre Verbindungen. Es umfasst die konkrete Arbeit an der Gestaltung von IT unter Berücksichtigung informatischen Wissens, ökonomischer und sozialwissenschaftlicher Erklärungsansätze sowie der organisationstheoretischen Forschung.
Dabei versteht sich das Mikropolis-Modell als eine Art Reiseführer, der es den Reisenden erlaubt, gut vorbereitet zu einer Tour in die Wissensgesellschaft aufzubrechen und dabei individuellen Reisezwecken zu folgen. Das Modell hält dafür eine Panorama-Sicht bereit, die es erlaubt, einen ersten Überblick über die Landschaft zu gewinnen. Eine zweite Sicht ermöglicht die zeitliche Planung der eigenen Reise. Wie haben sich Reiseorte verändert? Welche Reisemöglichkeiten gibt es und wie verändern sie das Reiseziel selbst?
Mit anderen Worten, das Modell zeigt, unter welchen Bedingungen und mit welchen Möglichkeiten Akteure handeln, die IT gestalten oder die IT in Unternehmen und Institutionen einsetzen. Es entwickelt daraus historisch orientierte Pfade der Technikentwicklung und der Techniknutzung. Aus ihnen lassen sich verschiedene Zukunftsoptionen herausarbeiten, die eine normative Bewertung ermöglichen.

### Architektur des Mikropolis-Modells
Das Mikropolis-Modell betrachtet IT-Entwicklung und -Nutzung aus zwei Perspektiven: der Mikro- und der Makro-Perspektive. Mit dieser Aufteilung werden die komplexen Zusammenhänge vom soziotechnischen Kern des Computers über Technikgestaltung im Kontext bis zur gesellschaftlichen Einbettung der Informationstechnik und die daraus entstehenden Wechselwirkungen strukturiert.

#### Mikro-Perspektive
Die Mikro-Perspektive zeigt die Prozesse der Formalisierung auf, die notwendig sind, um Handlungen mittels Software technisch beherrschbar und manipulierbar zu machen. In der Mikro-Perspektive wird der soziotechnische Kern des Computers sichtbar. Menschliche Handlungen werden in Software "gegossen" und müssen dazu aus ihrem Zusammenhang gelöst werden. Die Software selbst wird aber wieder in den Zusammenhang eingebracht, aus dem heraus sie entstanden ist. Damit bestimmen wiederum Menschen mit ihren Handlungen über die Veränderungen mit, die jetzt möglich werden.
Das Modell beschreibt diesen zyklischen Prozess als
- Dekontextualisierung (Herauslösen einer Handlung aus dem individuellen Kontext / sie sinnfrei machen)

und
- Rekontextualisierung (Rückführung in einen Kontext)

Dieser Prozess ist konfliktreich. Denn mit der Dekontextualisierung, die auch als Destruktion beschrieben werden kann, stehen gegebene Arbeits- und Lebenszusammenhänge zur Disposition. Die Handlungsroutinen der beteiligten und betroffenen Personen werden verändert. Allerdings ist diese Veränderung nicht exakt vorhersehbar. Die Rekontextualisierung oder auch Konstruktion neuer Verhaltensweisen ist von den Einstellungen und den Handlungsstrategien vor allem der Anwender abhängig.
Destruktion liegt zunächst im ersten Schritt der Formalisierung, also der Beschreibung von vormals situativ erfolgten Handlungen als Operationen. Die Beschreibung beruht aber schon auf Interpretation, weil sie eine an das beobachtende Subjekt gebundene Perspektive enthält, die immer an sinnhafte, mithin soziale Zwecksetzungen gebunden ist. Die Zwecksetzung wird unkenntlich, sobald die beschriebene Handlung von der Person des Handelnden – und von der Person des Beschreibenden – in Form der Operation losgelöst ist. Diese, wohlgemerkt abstrakte Tätigkeit, ist notwendig, um eine sozial sinnerfüllte Handlung im technischen Artefakt nachzubauen und womöglich zu ersetzen, mindestens aber zu verändern. Die für das Mikropolis-Modell entscheidende soziotechnische Wechselwirkung finden wir also im Prozess der Übertragung sinnhafter Elemente auf logische Strukturen.
Der Formalisierung folgt die Algorithmisierung. Aus Handlungen werden berechenbare Verfahren. Als implementiertes Programm werden diese Verfahren wieder in die Sphäre sozialer Handlungen eingeführt. Sie repräsentieren aber immer noch den Versuch einer Realisierung jener Ziele und Zwecke, die einst die Beobachtung strukturiert haben und somit sozial begründet sind. Sozial begründet sind vor allem die zentralen Motive der Automatisierung und Rationalisierung ausgewählter Handlungsmuster, wie sie vor allem in Produktions- und Arbeitszusammenhängen sowie in den formal geregelten Austauschbeziehungen des persönlichen Lebens bestehen. Damit ist der konstruktive Prozess der Rückführung einer Software in den sozialen Kontext konfliktbehaftet.
Der soziotechnische Kern der IT in Form der De- und Rekontextualisierung ist eingebettet in ein Akteursmodell. Danach bilden sich auf Seiten der IT-Hersteller und IT-Forschung spezielle Arenen, auf denen die beteiligten Akteure um die Durchsetzung ihrer Vorstellungen streiten. Unter Arenen werden dabei abgrenzbare, konkrete Technikfelder gefasst, deren Existenz entweder durch entsprechende Nachfragen IT-einsetzender Organisationen oder durch gesellschaftliche Interessen beeinflusst wird. Die Akteurssicht soll eine Alternative zur beliebten, aber unzureichenden Theoriefigur des "homo oeconomicus" bzw. des "homo technicus" sein.
Die Wechselwirkungen zwischen Innovationen auf Seiten der IT-Herstellung und IT-Forschung (technology push) und den Anforderungen auf Seiten IT-nutzender Organisationen (demand pull) werden hier als Innovationsspirale gedeutet. Zum einen beobachten die Akteure im Informatiksystem die Anforderungen der Unternehmen und bieten ihnen Produkte, Methoden und Konzepte an (possibilities). Umgekehrt senden Organisationen ständig Signale in Form von Anfragen und Anforderungen an Hersteller, Entwickler und Informatiker (request).

#### Makro-Perspektive
Die Makro-Perspektive erweitert den Blick auf Wechselwirkungen zwischen den vor allem ökonomisch bestimmten, gesamtgesellschaftlichen Entwicklungen und der Entwicklungsdynamik der Technik. Hier wird die Auseinandersetzung um gesellschaftliche Leitbilder, Werte und Normen thematisiert, die sich auf technische Realisierungen und Möglichkeiten beziehen. Neben den zentralen ökonomischen üben hier auch politische und kulturelle Faktoren Einfluss aus.
Die Akteure in Organisationen und bei den IT-Herstellern agieren nicht autonom. Sie sind, metaphorisch gesprochen, von einer innen und außen durchlässigen "Membran" umhüllt – ihrem gesellschaftlichen Umfeld mit spezifischen Werten und Kulturen, ökonomischen und rechtlichen Wertsetzungen, Traditionen sowie Wissenschafts- und Bildungssystemen. Sie alle nehmen Einfluss auf Entwicklung und Nutzung der Informationstechnik, können sie lenken, beschleunigen oder hemmen. Gleichzeitig rufen Innovationsprozesse gesellschaftliche Spannungen und Anpassungen hervor, zum Beispiel durch neue Qualifikationsanforderungen an das Bildungssystem. Es werden neue Arbeitsplätze geschaffen, andere entfallen. Wir sind also auch hier mit Wechselwirkungen konfrontiert, die eindeutige Unterscheidungen von Ursache und Wirkung selten erlauben. Im Rahmen des Globalisierungsdiskurses werden etwa Informations- und Kommunikationstechnologien als ein unverzichtbares Medium für die Transformation der globalen Ökonomie gesehen, nicht unbedingt als deren Ursache (beispielsweise Castells 2001, S. 431).

### Prozesse und Pfade
Die Architektur des Mikropolis-Modells entwirft also eine "Globale Landkarte der IT-Entwicklung und -Nutzung".
Die dahinter stehenden, möglicherweise sehr konfliktreichen Prozesse und erfolgreichen wie erfolglosen Pfadverläufe werden hier bisher noch nicht deutlich dargestellt. Die Innovationsspirale zwischen Informatiksystem und Organisationen (1.1.2 Meso-Perspektive) soll aber den Ausgangspunkt bilden, an der die dynamische Betrachtung der Prozesse und Pfade ansetzen kann.
Wesentliche Elemente der Betrachtung sind dabei der
- Techniknutzungspfad

In diesem kommen in der Rückschau die erfolgreichen und misslungenen Innovationen zum Vorschein, werden "die zu Strukturen geronnenen Handlungen der Sieger" erkennbar. Der Gedanke ist durch den Blick auf Niederlagen und Verlierer Informationen für zukünftige Innovationen zu erhalten. Seine Fortschreibung findet der Techniknutzungspfad in den
- Innovations- und Gestaltungspfaden

Da der Techniknutzungspfad deutlich gemacht hat, dass die Entwicklung von Technik, Organisationen und Gesellschaft vor allem auf ökonomischen Interessen und sozialen Aushandlungen und Regulierungen beruht, bietet sich hier die Chance Bedingungen und Wirkungen unterschiedlicher Pfadverläufe vorzustellen.
- Vollautomatisierung

Das prinzipielle Fernziel von Unternehmen auf dem Weg zu immer effizienterem Arbeiten stellt die Vollautomatisierung dar. Ob und wo das wirklich wünschenswert ist, bleibt jedoch fraglich und lässt das Prinzip der Formalisierungslücke entstehen. Flexible
Handlungen zu automatisieren, wäre für die Ziele der Organisation kontraproduktiv. Sie würde starr und unflexibel werden und wäre nicht mehr in der Lage, auf neue Entwicklung angemessen und schnell zu reagieren.

## Globalisierung und Informatisierung
Die Architektur des Mikropolis-Modells entwirft bewusst eine globale Landkarte, da Globalisierung und Informatisierung nicht nur eng verknüpft sind, sondern die Informationstechnik die Infrastruktur für die voranschreitende Globalisierung darstellt.
Gefragt wird so auch nach den treibenden Kräften, Notwendigkeiten und Auswirkungen, auf die Organisationen, Informatiksysteme und die Gesellschaft.
So entwickelt zum Beispiel nach Manuel Castells die derzeitige, globale Wirtschaft die Kraft, in Echtzeit und unabhängig von lokalen Gegebenheiten zu agieren. Sie verdankt ihre Macht dabei nicht allein der informationstechnischen Infrastruktur, sondern genauso den Prozessen der Deregulierung und Privatisierung, also der Verschiebung ökonomischer Macht von (national-)staatlichen Institutionen auf privatwirtschaftliche Instanzen. Hinzu kommt schließlich die weitgehende Liberalisierung der Handelsgesetzgebung.
Es liegt daher nahe, in dem Zusammenspiel von Globalisierung, IT und der Castellschen "Netzwerktopologie" die Entstehung neuer Gesellschaftsstrukturen zu sehen. Sie verändert die Bedingungen der Produktion, der persönlichen Erfahrung, der politischen Entscheidungskultur und des ästhetischen Ausdrucks. Dabei scheinen die Gewinner gut ausgebildete und medienkompetente Akteure zu sein. Verlierer sind Akteure, die von Bildung und vom Zugang zu IT ausgeschlossen sind.

### Sicht auf die Zukunft der Arbeit
Durch das neue Leitbild der Netzwerkorganisation wird das alte System der Arbeitsteilung nach Funktionen und Verrichtungen ersetzt. Neue Schlagwörter sind zum Beispiel:
- Prozessorientierung
- Workflow-Management
- Enterprise Resource Planning
- Wertschöpfungskette
- Outsourcing

Als problematisch wird hier angesehen, dass dieses neue Leitbild auf zähe gesellschaftliche Strukturen, gewachsene Infrastrukturen und auf Mikroarenen trifft, die von unterschiedlichen Akteuren beherrscht werden.
In dem Prozess der Veränderung ehemals tayloristisch organisierter zu hoch flexiblen Netzwerk-Arbeitsorganisationen entsteht eine "wissensbasierte Ökonomie". Sie zeichnet sich auch durch eine weitere Ausdifferenzierung des Experten- respektive Verfügungswissens aus. Gleichzeitig steigen die Ansprüche an (inter-)kulturelle Kompetenz und an Prozessen des "lebenslangen Lernens". Das Mikropolis-Modell versteht sich hier als ein Werkzeug, mit Hilfe dessen sich die Wechselwirkungen besser aufklären lassen und das weniger Verfügungs- als vielmehr Orientierungswissen bereitstellt.